# Grzegorz Lipowski
Grzegorz Marek Lipowski (ur. 17 czerwca 1936 w Szymkach) – polski polityk, urzędnik państwowy, inżynier włókiennictwa, były wojewoda częstochowski, senator IV i V kadencji.

## Życiorys
Jako dziecko spędził sześć lat na Syberii, dokąd został zesłany w 1940 wraz z matką i rodzeństwem. Studiował na Wydziale Włókienniczym Politechniki Częstochowskiej, w 1962 uzyskał tytuł zawodowy magistra inżyniera na Wydziale Włókienniczym Politechniki Łódzkiej. Podjął pracę w Przędzalni Czesankowej „Wełnopol” w Częstochowie na stanowisku głównego technologa. W 1965 ukończył studia podyplomowe na Wydziale Organizacji i Zarządzania Wyższej Szkoły Ekonomicznej w Krakowie.
W 1972 został naczelnym dyrektorem Zakładów Przemysłu Lniarskiego „Wigolen” w Częstochowie, w 1980 naczelnym dyrektorem Zakładów Przemysłu Bawełnianego „Ceba” w tym mieście. W latach 1980–1990 pełnił funkcję wojewody częstochowskiego, z nadania Polskiej Zjednoczonej Partii Robotniczej. W 1991 został dyrektorem generalnym firmy budowlanej „Holzmann-Barański” Sp. z o.o.; kierował tym przedsiębiorstwem do 1997.
W latach 1997–2005 zasiadał w Senacie przez dwie kadencje, reprezentując województwo i okręg częstochowski. Uczestniczył w pracach Komisji Emigracji i Polaków za Granicą oraz Komisji Spraw Unii Europejskiej. Wybierany z ramienia Sojuszu Lewicy Demokratycznej. Należał do powstałej w 1999 partii SLD, a w 2004 był w gronie członków założycieli Socjaldemokracji Polskiej. Z jej listy kandydował bezskutecznie w tym samym roku do Parlamentu Europejskiego. Wystąpił następnie z tej partii, w 2005 bez powodzenia ubiegał się o reelekcję do Senatu jako kandydat niezależny (startował także w powtórzonych w tym okręgu wyborach w 2006). W 2006 bezskutecznie kandydował na radnego sejmiku śląskiego z listy lokalnego komitetu Teraz Częstochowa, a w 2014 ubiegał się o mandat radnego powiatu częstochowskiego z ramienia komitetu Razem dla Powiatu.
Podjął działalność w Naczelnej Organizacji Technicznej (przewodniczący rady wojewódzkiej w Częstochowie, wiceprezes zarządu głównego od 2001), Związku Ochotniczych Straży Pożarnych RP (prezes zarządu wojewódzkiego w Częstochowie), Związku Sybiraków (członek zarządu wojewódzkiego w Częstochowie). Został także działaczem sportowym, m.in. w Częstochowskim Okręgowym Związku Żeglarskim (prezes), Akademickim Związku Sportowym (członek zarządu głównego). Instruktor i sędzia sportowego tańca towarzyskiego.

## Życie prywatne
Żonaty (żona Zofia), ma troje dzieci (córki Ewę i Agnieszkę oraz syna Marcina).